# 瓦西里·谢尔盖耶维奇·西多罗夫
瓦西里·谢尔盖耶维奇·西多罗夫（俄语：Василий Сергеевич Сидоров，1945年1月2日—2020年4月12日），俄罗斯外交官。曾任外交部副部长。

## 生平
1945年生于莫斯科。1967年毕业于莫斯科国立国际关系学院。1968年至1973年，苏联驻希腊大使馆随员。1973年至1975年，在苏联外交部第五欧洲司工作。1976年至1981年，历任苏联常驻联合国代表处二秘、一秘。1981年至1991年，在苏联外交部国际组织司工作，曾任副司长。1991年至1995年，历任俄罗斯联邦常驻联合国代表处副代表、第一常务副代表。1995年11月至1998年1月，任俄罗斯联邦外交部副部长。1997年12月至2001年7月，任俄罗斯联邦常驻联合国日内瓦办事处和其他国际组织代表。1998年4月至2001年7月，任日内瓦裁军谈判会议俄罗斯常驻代表。2020年4月12日逝世。